# Taki, Mie
Taki (多気町 Taki-chō) là thị trấn thuộc huyện Taki, tỉnh Mie, Nhật Bản. Tính đến ngày 1 tháng 10 năm 2020, dân số ước tính thị trấn là 14.021 người và mật độ dân số là 140 người/km2. Tổng diện tích thị trấn là 103,1 km2.

## Địa lý

### Đô thị lân cận
- Mie
  - Matsusaka
  - Ōdai
  - Meiwa
  - Tamaki
  - Watarai